# Kojátky
Kojátky település Csehországban, Vyškovi járásban. Kojátky Bučovice, Bohaté Málkovice, Nevojice, Milonice és Kozlany településekkel határos. Lakosainak száma 372 fő (2024. január 1.).

## Népesség
A település lakosságának változását az alábbi diagram mutatja:
| Lakosok száma | 479  | 553  | 660  | 526  | 381  | 349  | 297  | 303  | 369  | 372  |
|               | 1869 | 1890 | 1921 | 1950 | 1980 | 2001 | 2017 | 2019 | 2022 | 2024 |